# Jakub Musiał
Jakub Musiał (ur. 22 września 1998 we Wrocławiu) – polski koszykarz, występujący na pozycjach rozgrywającego lub rzucającego obrońcy, od 2024 zawodnik klubu „Energa Icon Sea Czarni Słupsk”.
11 stycznia 2021 został wypożyczony do zespołu „Grupa Sierleccy-Czarni Słupsk”. 21 czerwca 2023 dołączył do Trefla Sopot. Od 2024 ponownie w „Energa Icon Sea Czarni Słupsk”.

## Osiągnięcia
Stan na 18 czerwca 2024, na podstawie, o ile nie zaznaczono inaczej.

### Drużynowe
Seniorskie
- Mistrz:
  - Polski (2024)[7]
  - I ligi (2021)[8]
- Finalista Superpucharu Polski (2023)[9]
- Wicemistrz I ligi (2019)
- Awans do I ligi ze Śląskiem Wrocław (2017)

Młodzieżowe
- Mistrz juniorów starszych (2017)
- Wicemistrz Polski: 
  - juniorów starszych (2016)
  - juniorów (2016)
  - kadetów (2016)
- Brązowy medalista mistrzostw Polski juniorów starszych (2018)
- Uczestnik mistrzostw Polski młodzików (2012)

### Indywidualne
- Najlepszy obrońca mistrzostw Polski juniorów starszych (2018)
- Zaliczony do I składu mistrzostw Polski:
  - juniorów starszych (2016, 2017)
  - juniorów (2016)
  - kadetów (2016)

### Reprezentacja
- Mistrz Europy U–20 dywizji B (2018)
- Uczestnik mistrzostw Europy:
  - U–16 (2014 – 15. miejsce)
  - dywizji B:
    - U–20 (2017 – 5. miejsce, 2018)
    - U–18 (2016 – 6. miejsce)